# Eventos climáticos extremos de 535–536
Os eventos climáticos extremos de 535-536 foram episódios de resfriamento de curto prazo mais severos e prolongados no Hemisfério Norte dos últimos 2.000 anos. Acredita-se que o evento tenha sido causado por um extenso véu de poeira na atmosfera, possivelmente causado por uma grande erupção vulcânica nos trópicos ou na Islândia. Seus efeitos foram extensos, causando clima fora de época, quebras de safra e fome em todo o mundo.

## Evidência documentada
O historiador Bizantino Procópio registrou em 536 EC em seu relatório sobre as guerras com os Vândalos ", durante este ano ocorreu um terrível presságio. Pois o sol emitia sua luz sem brilho ... e lembrava excessivamente com o sol no eclipse, pois os raios que ele emitia não eram claros ".
Em 538, o estadista romano Cassiodoro também afirmou que a luz do sol era fraca e que as colheitas haviam falhado.
Miguel, o Sírio (1126–1199), um patriarca da Igreja Ortodoxa Siríaca, registrou que durante 536–537 o sol brilhou fraco por um ano e meio.
As Crônicas Irlandeses Gaélicos registraram o seguinte:
- "Uma falha na produção de pão no ano 536 DC" - as Crônicas de Ulster
- "Uma falha na produção de pão dos anos 536-539 DC" - as Crônicas de Inisfallen

Outros fenômenos foram relatados por uma série de fontes contemporâneas independentes:
- Baixas temperaturas, neve até durante o verão (a neve supostamente caiu em agosto na China, o que atrasou a colheita lá) [12]
- Falhas generalizadas de safra[13]
- "Uma névoa densa e seca" no Oriente Médio, China e Europa
- Seca no Peru, que afetou a cultura Moche[14]

Existem outras fontes de evidência sobre este período.

## Evidência científica
A análise dos anéis das árvores pelo dendrocronologista Mike Baillie, da Queen's University de Belfast, mostra um crescimento anormalmente pequeno em carvalho irlandês em 536 e outra queda acentuada em 542, após uma recuperação parcial. Os núcleos de gelo da Groenlândia e da Antártica mostram evidências de depósitos substâncias sulfato em torno de 534 ± 2, o que é evidência de um extenso véu de poeira ácida.

## Possíveis explicações
Foi especulado que as mudanças foram causadas por cinzas e poeira jogada no ar por uma erupção vulcânica (um fenômeno conhecido como "inverno vulcânico"), ou pelo impacto de um cometa ou meteorito.    A evidência de depósito de sulfato nos nucleos de gelo suporta fortemente a hipotese vulcânica; espetos de sulfato são ainda mais intensos dos que os que acompanharam a pequena aberração climatica em 1816, popularmente conhecido como "O Ano Sem Verão", que foi conectado a uma explosão do vulcão Monte Tambora em Sumbawa.
Em 1984, R. B. Stothers sugeriu que o evento pode ter sido causado pelo vulcão Rabaul no que hoje é a Nova Bretanha, em Papua Nova Guiné.
Em 1999, David Keys sugeriu que o vulcão Krakatoa explodiu na época e causou as mudanças. É sugerido que uma erupção do Krakatoa descrita como ocorrendo em 416 pelo Livro dos Reis Javanês realmente ocorreu em 535-536, entretanto não havendo nenhuma outra evidência de tal erupção em 416. :385
Em 2009, Dallas Abbott, do Observatório Terrestre Lamont – Doherty da Universidade de Columbia, em Nova York, publicou evidências de núcleos de gelo da Groenlândia de que vários impactos de cometas podem ter causado a névoa. As pequenas esferas encontradas no gelo podem se originar de detritos terrestres jogados na atmosfera por um evento de impacto.
Em 2010, Robert Dull, John Southon e colegas apresentaram evidências sugerindo uma ligação entre a erupção da caldeira Ilopango no centro de El Salvador e o evento 536 na Tierra Blanca Joven (TBJ). Embora as evidências de radio carbono publicadas anteriormente sugerissem uma faixa de dois sigma de 408-536, que é consistente com a desaceleração climática global, a conexão entre 536 e Ilopango não foi explicitamente feita até a pesquisa em núcleos de sedimentos marinhos na margem do Pacífico Centro-Americano por Steffen Kutterolf e colegas mostraram que a erupção TBJ freatopliniana foi muito maior do que se imaginava anteriormente. O carbono 14 radioativo em incrementos sucessivos de crescimento de uma única árvore que foi morta por um fluxo piroclástico TBJ foi medido em detalhes usando espectrômetro acelerador de massa; os resultados apoiaram a data de 535 como o ano em que a árvore morreu. Um conservado volume de massa de tefra para o evento TBJ de ~ 84 km 3 calculado, indicando um grande evento de Índice de Explosividade Vulcânica +6 e uma magnitude de 6,9. Os resultados sugeriram que o tamanho, latitude e idade da erupção Ilopango TBJ são consistentes com os registros de sulfato no núcleo de gelo de Larsen et al. Em 2008 No entanto, um estudo mais recente, examinando outras evidências, agora data a erupção para o ano 431 EC.
Um estudo de 2015 apoiou ainda mais a teoria de uma grande erupção em "535 ou início de 536", com vulcões norte-americanos considerados como prováveis candidatos. Ele também identificou sinais de uma segunda erupção em 539-540, provavelmente nos trópicos, o que teria sustentado os efeitos de resfriamento da primeira erupção até cerca de 550.
Em 2018, pesquisadores da Universidade de Harvard sugeriram que a causa foi uma erupção vulcânica na Islândia que eclodiu no início de 536. No entanto, o autor do estudo anterior disse à revista Science que as evidências são insuficientes para descartar a hipótese da América do Norte.

## Consequências históricas
O evento de 536 e a fome que se seguiu foram sugeridos como uma explicação para o depósito de reservas de ouro pelas elites Escandinavas no final do Período de Migração. O ouro era possivelmente um sacrifício para apaziguar os deuses e recuperar a luz do sol. Eventos mitológicos como o Fimbulwinter e o Ragnarök são teorizados como baseados na memória cultural do evento.
O declínio de Teotihuacán, uma grande cidade da Mesoamérica, também está associado às secas relacionadas às mudanças climáticas, com sinais de agitação civil e as fomes. 
Um livro escrito por David Keys especula que as mudanças climáticas contribuíram para vários eventos, como o surgimento da Peste de Justiniano (541–549 DC), o declínio dos Ávaros, a migração das tribos Mongóis para o Ocidente, o fim do o Império Sassânida, o colapso do Império Gupta, a ascensão do Islã, a expansão das tribos Turcas e a queda de Teotihuacán. Em 2000, uma produção da 3BM Television (para WNET e Channel Four) financiou o livro de Keys. O documentário, com o nome de Catastrophe! How the World Changed, foi transmitido nos Estados Unidos como parte da série Secrets of the Dead da PBS. No entanto, as idéias de Keys e Wohletz carecem de aceitação popular. Revendo o livro de Keys, o arqueólogo britânico Ken Dark comentou que "muitas das evidências aparentes apresentadas no livro são altamente discutíveis, baseadas em fontes pobres ou simplesmente incorretas. [...] No entanto, tanto o escopo global quanto a ênfase no século 6 D.C. como uma época de mudanças abrangentes notáveis, e o livro contém algumas informações obscuras que serão novas para muitos. Entretanto, falha em demonstrar sua tese central e não oferece uma explicação convincente para as muitas mudanças discutidas".